# Давидович Аркадій Пилипович
Аркадій Давидович (ім'я при народженні Адольф Пилипович Фрейдберг (рос. Адольф Филиппович Фрейдберг); 12 червня 1930, Воронеж — 25 лютого 2021, там же) — російський письменник, актор, художник, афорист, автор 100 000 опублікованих афоризмів, колекціонер та збирач картин художниці Валентини Золотих, яку він вважав своєю музою.

## Біографія
Аркадій Давидович народився в родині лікарів: батько — Пилип Абрамович — венеролог, мати — Раїса Соломонівна — дитячий лікар. Родина Давидовича з'явилась у Воронежі в 1916 році разом із першим університетом, студентами якого були його батьки.
З 1938 по 1941 рік навчався в 17-й школі Воронежа, нині це «математична» гімназія імені М. Г. Басова. Під час війни сім'я була евакуйована до Ташкенту. Після мобілізації Раїси Соломонівни в 1944 році, син разом з матір'ю перебував при військовому госпіталі. У 1946 році сім'я повернулася до Воронежа.
У 1948 році вступив і в 1953 році закінчив Воронезький сільськогосподарський інститут. Згодом працював механіком у радгоспі в Рязанській області та завучем у школі механізаторів.
У 1954 році повернувся до Воронежа, де в 1976 році разом з художницею Валентиною Золотих заснував унікальний музей афористики.
У 2010 році в збірнику «Кінець світу закінчиться добре» був «визнаний невизнаним генієм», а до літа 2012 року коло людей, які визнають Аркадія за генія афористики, розширився до фан-клубу. 15 жовтня 2012 року клуб Давидовича, при інтелектуальній і матеріальній підтримці та під егідою Фонду Хованського, почав-таки новий освітньо-просвітницький проект «Афоризм як слово з Великої літери». Суть проекту полягає у навчанні за допомогою авторських афоризмів. 21 березня 2013 року проект отримав свій розвиток на базі Воронезької філії Московського гуманітарно-економічного інституту.
У 2020 році Давидович написав більше 10 000 афоризмів, а останні місяці було присвячено підготовці до публікації двох збірок Агонія та Реквієм 2020. 7 лютого 2021 року письменника було госпіталізовано з діагнозом COVID-19. Вірусне захворювання протікало практично без симптомів, без температури та ураження легень, а тести від 9 та 19 лютого дали негативні результати. Давидович помер 25 лютого 2021 року у віці 90 років в одній з воронезьких лікарень. Причиною смерті стало онкологічне захворювання, діагностоване в письменника ще у 2016 році. Перше видання книги Реквієм 2020 було надруковано в день смерті, а її презентація відбулася 27 лютого в присутності покійного автора. Давидовича було поховано 27 лютого 2021 року в одній могилі з батьком на Єврейському кладовищі в Ленінському районі Воронежа.

## Музей афористики

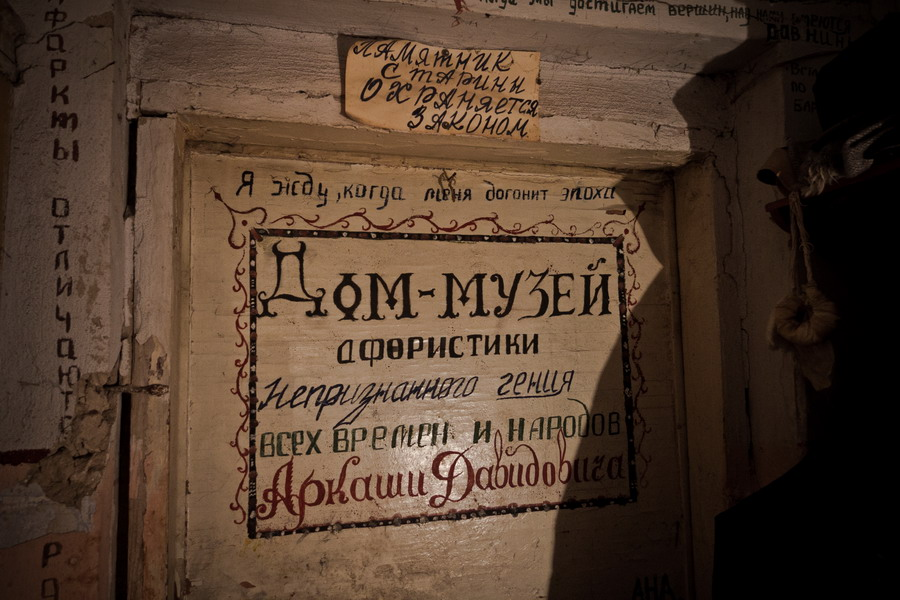
Вхід у музей афористики

Зараз музей Давидовича є унікальним і єдиним з відомих музеїв коротко вираженої думки. Оформленням музею займалася художниця Валентина Золотих. Її картини і афоризми Давидовича, написані її рукою, представляють експозиційний фонд музею.
Музей розташований у старій частині Воронежа, у будинку № 73 по вулиці Сакко та Ванцетті, по сусідству з резиденцією воронезького митрополита Сергія. Будівлю збудовано в 1953 році німецькими військовополоненими.
У 2020 році почалася розробка проєкту зі створення віртуального музею афористики.

## Літературна та сценічна діяльність
У радянські роки Давидович друкувався в журналі «Крокодил» під псевдонімами «Юлій Цезар», «Ернест Хемінгуей», «Оноре де Бальзак», «А..Давид, французький письменник» у розділі «Гумор різних широт». Його роботи включені до багатьох збірників афоризмів. На власні кошти письменника були випущені більше двох десятків номерів самвидавних авторських збірок «Закони буття, включаючи й небуття». Давидович є одним з авторів журналу «Здравый смысл», що випускається під егідою РГТ — Російського гуманістичного товариства.
Давидович є абсолютним лідером за кількістю афоризмів, опублікованих у збірниках «Антологія мудрості», «Антологія думки в афоризмах», «Мудрість Росії. Від Володимира Мономаха до наших днів», «Нова книга афоризмів», «Велика книга афоризмів» далеко випереджаючи в рейтингах по цитованості таких авторів, як Єжи Лец, Фрідріх Ніцше, Лев Толстой, Артур Шопенгауер та інших великих мислителів:

### Декалінгви Давидовича
29 травня 2015 року у воронезькому обласному Будинку журналістів відбулася презентація першої збірки афоризмів «JE SUIS DAVIDOWITZ» з циклу «Декалінгви Давидовича», що включив у себе переклади афоризмів з російської на 10 мов світу, що входять до складу чотирьох мовних сімей (індоєвропейська, афразійська, фіно-угорська, сино-кавказька), серед яких фарсі, гінді, іврит, грецька, англійська, італійська, іспанська, грузинська, польська, угорська та інші.
Ідея з десятьма мовами є посиланням до 10 струн на псалтерії царя Давида. Іншим джерелом ідеї збірки є знаменитий Розетський камінь, завдяки виявленню якого, був відновлений сенс єгипетського ієрогліфічного письма. У порівнянні афоризмів на 10 мовах з чотирьох мовних сімей і різних груп стояло завдання виявити деякі універсальні, антропологічні моделі мислення.
У жовтні 2015 року збірник був представлений на міжнародному книжковому ярмарку у Франкфурті-на-Майні — «Frankfurter Buchmesse».
У грудні 2015 року відбулася презентація проекту з продовження циклу — макету збірника афоризмів «Культурний календар Давидовича» на мовах країн Співдружності, в роботі над яким взяли участь педагоги провідних столичних університетів СНД.
У жовтні 2016 вийшов у світ ще один збірник «Давидовичъ — любомудръ словѣнский» на всіх слов'янських мовах, серед яких білоруська, українська, польська, словацька, кашубська, лужицькі, чеська, словенська, болгарська, македонська і сербська мови. Збірник афоризмів, переведених на всі слов'янські мови, присвячений 150-річчю збірки «Слов'янський вісник», який був заснований О. А. Хованським в 1866 році напередодні першого Московського слов'янського з'їзду (1867).

### Фільмографія
4 та 5 липня 2015 року відбувся прем'єрний показ фільму «Гомункул» у мистецькій галереї «Х. Л. А. М.» (реж. Р. Дмитрієв і К. Савельєв, худ. В. Золотих), в якому Давидович зіграв одразу ролі Фауста, Мефістофеля і гомункула. Цей фільм став дебютом повнометражної акторської кар'єри афориста. Одну з головних ролей у фільмі зіграв відомий рок-музикант Костянтин Ступін.

## Громадська та політична діяльність
Активна громадянська позиція Давидовича почала проявлятися в написанні і публікації гостросатиричних оглядів поточної політики ще в радянські роки. У останні десятиліття об'єктом творчої уваги афориста були сучасні політичні діячі, як російські, так і іноземні.
У 2015 році, у Рік Літератури в Росії, а також у зв'язку з визначенням Куляба (Таджикистан) і Воронежа (Росія) культурними столицями СНД, Давидович, у присутності представників Євросоюзу, був обраний Цивільним головою Культурної столиці Співдружності. Телеканал «Мир» присвятив Давидовичу, як одному з найяскравіших сучасних жителів Воронежа, документальний фільм у циклі «Культурні столиці Співдружності».

### I. Інформація Генерального алфавітного каталогу книг російською мовою (1725—1998) / РНБ
1. Котенко, Владимир Михайлович и Давидович, А.; Смелый попугай. Сатир. и юмористические рассказы [Илл.: Л. А. Летов. Воронеж, Центр.-Чернозем. rн. изд., 1968] . — 72 с. — 15000 экз.[17]
2. Котенко, Владимир Михайлович и Давидович, Аркадий Филиппович; Аттракцион. Юмористические рассказы / — Воронеж, Центр.-Черноземное кн. изд-во, 1976. — 81 с. — 15000 экз[18]
3. Ну и ню!: Рассказы / В. Котенко, А. Давидович: Рис. Г. Ирша. — М.: «Правда», 1976. — Б-ка «Крокодила». — 47 с. — 75000 экз.[19]
4. Незаменимая Дуся: Юморески, сатир. миниатюры / А. Давидович, [Худож. И. Анчуков]. — Воронеж: Центр.-Чернозем. кн. изд-во, 1985. — 56 с. — 15000 экз.[20]
5. Такие дела. Сатира, юмор, афоризмы / Аркадий Давидович. — Воронеж, Центр.-Черноземное кн. изд-во, 1991. — 110 с. — 2000 экз. — ISBN 5-7458-0264-8.[21]

### II. Інформація електронного каталогу РНБ
Конец света закончится хорошо : афоризмы с увлекательными рисунками Виктора Коваля / Аркадий Давидович. — Изд. 2-е, доп. — Москва: Эксмо, 2010. — 253 с. — (Юмористика. Шут с тобой / сост.: Ю. Кушак). 3000 экз. — ISBN 978-5-699-41806-0.

### III. Інформація видавництв
- Азбука жизни Аркадия Давидовича. — Воронеж, Центрально-Черноземное книжное издательство, 2011—136 с. — ISBN 978-5-7458-1198-2.

- Напутствие в жизнь: афоризмы для юношества / сост. Лаврухин А. В. — М., Олма Медиа Групп, 2012—304 с. — ISBN 978-5-373-04764-7
- А. Давидович — человек-Афоризм / сост. А. Иванович. — Воронеж, Кварта, 2013—134 с.
- Давидович: 2014 + 1001 ночь — олимпийский рекорд / сост. А. Иванович. — Воронеж, Кварта, 2014. — 154 с.